# Sibyl (film)
Sibyl is een Franse tragikomedie uit 2019 onder regie van Justine Triet. De hoofdrollen worden vertolkt door Virginie Efira en Adèle Exarchopoulos.

## Verhaal
De uitgebluste psychotherapeute Sibyl keert terug naar haar eerste passie: romanschrijven. Ze neemt afscheid van de meeste van haar patiënten, tot de jonge, gekwelde actrice Margot haar plots om hulp vraagt. Margot werd per ongeluk zwanger van Igor, een acteur met wie ze weldra aan een film moet samenwerken en die bovendien ook een relatie met de regisseuse van de film heeft. Terwijl Margot haar tumultueus leven uit de doeken doet, raakt Sibyl zeer gefascineerd door de actrice. Ze besluit om haar stiekem als inspiratiebron te gebruiken voor haar roman en wordt zo opnieuw geconfronteerd met haar eigen, tumultueus liefdesverleden. Alles wordt nog complexer wanneer Margot haar vraagt om haar naar Stromboli te vergezellen voor het einde van de filmopnames.

## Rolverdeling
| Acteur              | Personage    |
| ------------------- | ------------ |
| Virginie Efira      | Sibyl        |
| Adèle Exarchopoulos | Margot       |
| Gaspard Ulliel      | Igor         |
| Sandra Hüller       | Mika         |
| Niels Schneider     | Gabriel      |
| Laure Calamy        | Edith        |
| Paul Hamy           | Etienne      |
| Arthur Harari       | Docteur Katz |

## Productie
Het project was oorspronkelijk bekend onder de titel La première séance (Nederlands: De eerste sessie). Regisseuse Justine Triet werkte voor de film opnieuw samen met actrice Virginie Efira, met wie ze eerder al de film Victoria (2016) had opgenomen.
De opnames gingen op 17 mei 2018 van start en vonden plaats in onder meer Ivry-sur-Seine, Varengeville-sur-Mer, Le Tréport, Kroatië en op het Italiaans eiland Stromboli. Er vonden ook studio-opnames plaats in Lyon.
De film ging op 24 mei 2019 in première op het filmfestival van Cannes.